# Associazione Calcio Polisportiva Afragolese 1987-1988
Questa pagina raccoglie le informazioni riguardanti l'Associazione Calcio Polisportiva Afragolese nelle competizioni ufficiali della stagione 1987-1988.

## Rosa
| N. |                   | Ruolo | Calciatore            |
| -- | ----------------- | ----- | --------------------- |
|    | Italia (bandiera) | D     | Alessandro Alberini   |
|    | Italia (bandiera) | A     | Carlo Collaro         |
|    | Italia (bandiera) | C     | Nicandro Della Vedova |
|    | Italia (bandiera) | D     | Giovanni De Nittis    |
|    | Italia (bandiera) | C     | Carmine Giacco        |
|    | Italia (bandiera) | C     | Bruno Govetto         |
|    | Italia (bandiera) | P     | Leopoldo Grimaldi     |
|    | Italia (bandiera) | A     | Antonio Iazzetta      |
|    | Italia (bandiera) | A     | Pasquale Luiso        |
|    | Italia (bandiera) | C     | Michele Massaro       |

| N. |                   | Ruolo | Calciatore           |
| -- | ----------------- | ----- | -------------------- |
|    | Italia (bandiera) | D     | Ciro Milano          |
|    | Italia (bandiera) | D     | Gennaro Nappo        |
|    | Italia (bandiera) | P     | Sabatino Paparo      |
|    | Italia (bandiera) | D     | Alberto Russo        |
|    | Italia (bandiera) | C     | Giovanni Ruzza       |
|    | Italia (bandiera) | C     | Stefano Sacco        |
|    | Italia (bandiera) | C     | Francesco Sorrentino |
|    | Italia (bandiera) | D     | Luigi Tarallo        |
|    | Italia (bandiera) | C     | Carmine Tassari      |
|    | Italia (bandiera) | C     | Pasquale Varriale    |